# From Me to You (album)
Albums de Yui
— Can't Buy My Love
(2007)
Singles
1. Feel My Soul
Sortie : 23 février 2005
2. Tomorrow's Way
Sortie : 22 juin 2005
3. Life
Sortie : 9 novembre 2005
4. Tokyo
Sortie : 18 janvier 2006

From Me to You est le premier album de la chanteuse japonaise Yui sorti le 22 février 2006.
Cet album fut vendu à plus de 260 000 exemplaires.

## Liste des titres
Toutes les paroles sont écrites par Yui, sauf indication, toute la musique est composée par Yui, sauf pistes 3, 6, 7 et 12, composées par Cozzi.
| No  | Titre                                       | Arrangement(s)                | Durée |
| --- | ------------------------------------------- | ----------------------------- | ----- |
| 1.  | Merry Go Round                              | Yui, Suzuki "Daichi" Hideyuki | 3:52  |
| 2.  | Feel My Soul                                | Suzuki "Daichi" Hideyuki      | 3:48  |
| 3.  | Ready to love (Paroles: Yui, Yukamatsumoto) | Cozzi                         | 3:48  |
| 4.  | Swing of lie                                | Suzuki "Daichi" Hideyuki      | 4:17  |
| 5.  | Life                                        | Suzuki "Daichi" Hideyuki      | 4:01  |
| 6.  | Blue wind                                   | Cozzi                         | 4:09  |
| 7.  | I can't say                                 | Cozzi                         | 3:37  |
| 8.  | Simply white                                | Suzuki "Daichi" Hideyuki      | 3:36  |
| 9.  | Just my way (Paroles: Yui, Yukamatsumoto)   | Suzuki "Daichi" Hideyuki      | 3:21  |
| 10. | Tomorrow's way                              | Suzuki "Daichi" Hideyuki      | 4:45  |
| 11. | I Know                                      | Suzuki "Daichi" Hideyuki      | 3:04  |
| 12. | TOKYO                                       | Cozzi, Yui                    | 4:05  |
| 13. | Spiral & Escape                             | Ikoman                        | 3:27  |